# Gmina Żmigród
Gmina Żmigród je polská městsko-vesnická gmina v okrese Trzebnica v Dolnoslezském vojvodství. Sídlem gminy je město Żmigród. V roce 2010 zde žilo 15 001 obyvatel.
Gmina má rozlohu 292,14 km², zabírá 28,49% rozlohy okresu. Skládá se z 30 starostenství.

## Částí gminy
StarostenstvíBarkowo, Borek, Borzęcin, Bychowo, Chodlewo, Dębno, Dobrosławice, Garbce, Gatka, Grądzik, Kanclerzowice, Karnice, Kaszyce Milickie, Kędzie, Kliszkowice, Korzeńsko, Książęca Wieś, Laskowa, Łapczyce, Morzęcino, Niezgoda, Osiek, Powidzko, Przedkowice, Przywsie, Radziądz, Ruda Żmigrodzka, Sanie, Węglewo, Żmigródek
Sídla bez statusu starostenstvíBarkówko, Biedaszkowo, Borek-Leśniczówka, Bukołowo, Bukołowo-Osada, Czarny Las, Gola, Góreczki, Hucisko, Jamnik, Kliszkowice Małe, Łabuzki, Nowe Domy, Nowik, Osiek Mały, Rogożowa, Sieczków, Stróże, Szarlotka, Szarzyna, Szydłów, Wierzbina, Żmigród-Osada